# Meeuwbeemdpark
Het Meeuwbeemdpark is een park in de wijk Meeuwbeemd van de Nederlandse plaats Venlo. De Meeuwbeemd was destijds deel van de noordwestelijke bantuin, dat land betekende buiten de stadsmuren. 
Het park is in het begin van de eenentwintigste eeuw aangelegd en geopend op 27 september 2005. Het ligt direct aan het in de jaren tachtig van de twintigste eeuw gebouwde verzorgingshuis De Meeuwbeemd. Aan de overzijde van de straat stond van 1933 tot 1985 het Sint-Jozefgasthuis, een ziekenhuis dat plaats heeft gemaakt voor nieuwbouwwoningen en kantoorgebouwen.
In dit park werden speeltoestellen en een verkeerstuin aangelegd.